# Stade Theódoros-Vardinogiánnis
Le stade Theódoros-Vardinogiánnis ( grec moderne : Γήπεδο Θεόδωρος Βαρδινογιάννης), plus connu sous son ancien nom de Gendi Koule, est un stade situé à Héraklion sur l'île de Crète en Grèce qui stade de résidence de l'OFI Crète.

## Histoire
Le stade historique de l'OFI a été construit en 1951 et a été rebaptisé « Theodoros Vardinogiannis » à la fin des années 1990 en l'honneur de l'ancien joueur du club décédé en 1996.
Le stade est construit sur un ancien cimetière arménien.

## Capacité
Le stade a une capacité actuelle de 7323 spectateurs, mais les affluences ont souvent dépassé ce nombre.